# Oberbuch (Gemeinde Buch-St. Magdalena)
Oberbuch ist ein Dorf in der Oststeiermark, unweit der burgenländischen Grenze, und ist Ortschaft und Katastralgemeinde der Gemeinde Buch-St. Magdalena im Bezirk Hartberg-Fürstenfeld der Steiermark.

## Geographie
Der Ort befindet sich am Nordrand des Oststeirischen Riedellands, 45 Kilometer östlich von Graz, 5½ km südlich von Hartberg. Er liegt auf 319 m ü. A. in der Talung des Hartberger Safen, direkt an der A 2 Süd Autobahn. (Wien – Graz).
Die Ortschaft und Katastralgemeinde umfasst etwas über 50 Gebäude mit knapp 150 Einwohnern, davon etwa 2⁄5 im Ort selbst. Zur Ortschaft gehören auch die Häusergruppe Leiten an der L 455 auf der anderen Seite des Safen, wo auch die aufgelassene Haltestelle Buch-Geiseldorf (ehemals Bahnhof) der Thermenbahn liegt, sowie die zerstreuten Häuser Totterfeld nordwestlich an der L 401, die sich bis in die Gemeinde Hartberg Umgebung erstrecken. Beide umfassen etwa je ein Dutzend Häuser. Die Katastralgemeinde umfasst 277 Hektar und ist durchwegs landwirtschaftlich geprägt.
Nachbarorte, -ortschaften und -katastralgemeinden
| Totterfeld (Gem. Buch-St. Magdalena u. Hartberg Umg.) Wenireith (O u. KG, Gem. Hartberg Umg.) | Safenau (O, KG, Stadt Hartberg) Hopfau (O, KG) |           |
| Weinberg (O, KG) Leiten                                                                       | Kompassrose, die auf Nachbargemeinden zeigt    | Buchberg  |
|                                                                                               | Unterbuch (O, KG)                              | Burgstall |

## Geschichte
Oberbuch wurde erstmals 1258 als Pueche erwähnt und wurde vermutlich vor 1156 gegründet. Das Dorf ist eine planmäßig gegründete Gemeinde der Kolonisationszeit und wurde vom Herrenhof Hopfau auf einem Landstück gegründet, das einstmals den Aribonen gehörte.
1849/50, bei der Schaffung der Ortsgemeinden nach der Revolution 1848/49, wurde Oberbuch schließlich mit Unterbuch zur Gemeinde Buch zusammengefasst, wobei das inzwischen größere Unterbuch Gemeindehauptort wurde.

### Verkehrsgeschichte
Die Überlandstraße durchs Safental (Hartberg – Fürstenfeld) war von alters her eine bedeutende Route gewesen, was die Ortsentwicklung begünstigt hatte.
1891 wurde hier die Fortführung der Lokalbahn Fehring–Fürstenfeld nach Hartberg erbaut, die am 19. Oktober des Jahres eröffnet wurde. Damit bekam Buch auch einen Bahnhof, der aber zur Haltestelle Buch zurückgestuft und schließlich 2006 aufgelassen wurde.
In den 1980er Jahren wurde die Süd Autobahn A 2 errichtet, die das Ortschaftsgebiet durchschneidet. Das Baulos Anschlussstelle (ASt) Hartberg – ASt Ilz–Fürstenfeld (rechte Richtungsfahrbahn) im Ausmaß von 23 km wurde am 10. Dezember 1983 eröffnet. Am 31. Oktober 1989 folgte die linke Fahrbahn im Abschnitt ASt Hartberg – ASt Sebersdorf–Bad Waltersdorf (die Weiterführung nach Ilz konnte erst 1991 freigegeben werden, die Brücke bei Bad Waltersdorf noch später).
Die Anschlussstelle Sebersdorf–Bad Waltersdorf der A 2 bei Sebersdorf (Exit 126/127) liegt 5 km südlich, die Anschlussstelle Hartberg (Exit 117) fünf Kilometer östlich von Hartberg.
Durch den Ort führt parallel die L 401 Hartbergerstraße (Lebing/Wechsel Straße B 54 – Fürstenfeld/Fürstenfelder Straße B 319, ca. km 4,7–5,6).
Im Ort zweigt die L 455 Weinbergstraße nach Sankt Magdalena am Lemberg ab.

### Gemeindefusionen

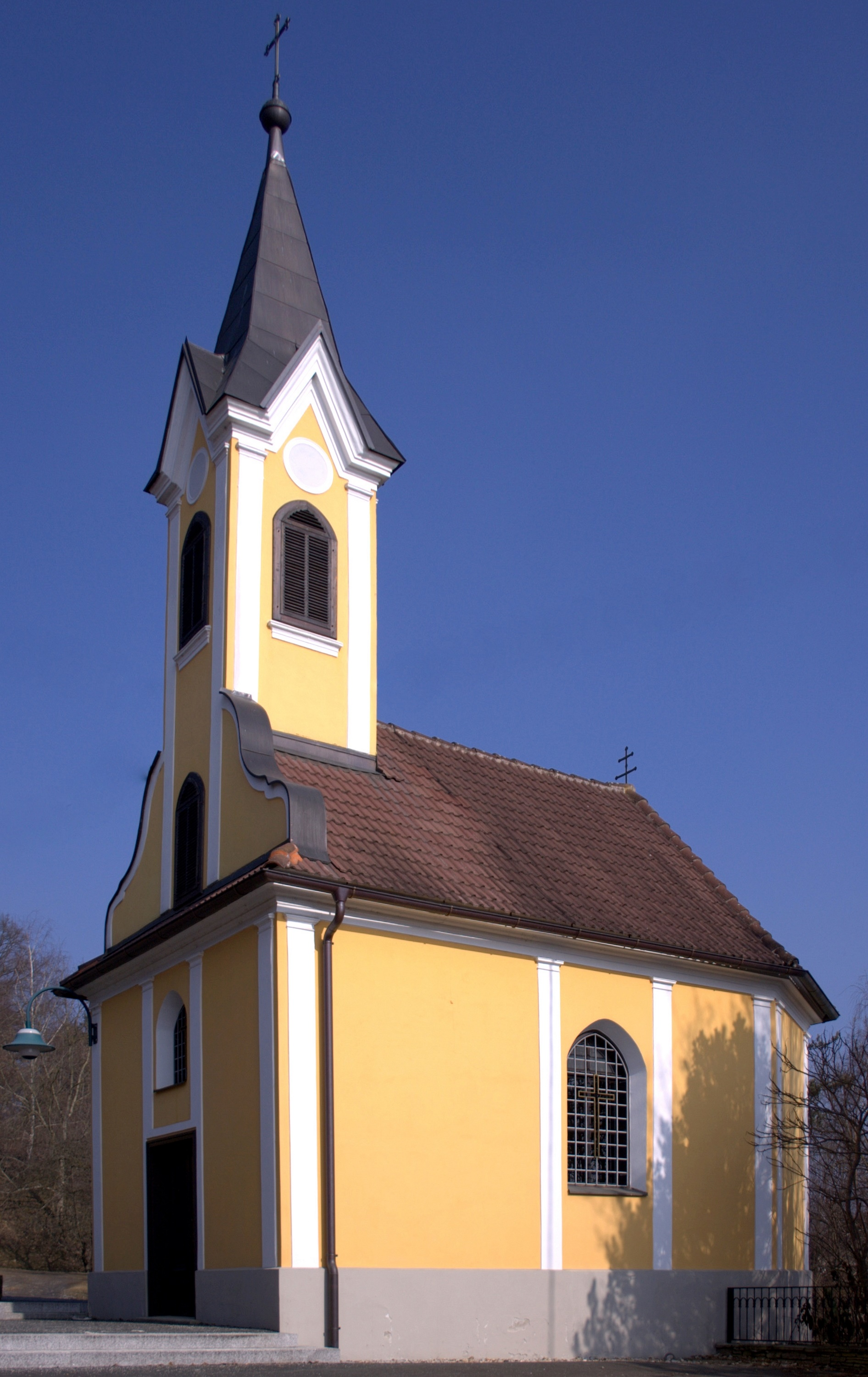
Kapelle Oberbuch

- 1959 wurde die Gemeinde Buch mit Geiseldorf zu Buch-Geiseldorf vereinigt.
- Bis 2012 gehörte die Gemeinde zum Bezirk Hartberg.
- Seit 1. Jänner 2013 gehört sie zur neu geschaffenen Gemeinde Buch-St. Magdalena.

## Sehenswürdigkeiten
- Ortskapelle Schmerzhafte Mutter (Patroziniumstag: 9. August, Mariä Himmelfahrt):[4]

Die stolze, aber schlichte typisch pannonische Flur-/Wegkapelle des Habsburgerbarock steht an der Straße nach Hopfau. Sie hat einen giebelständigen turmartigen Dachreiter, die Fassade von einem geschwungenen Blendgiebel überhöht, das Schiff ist gedrungen. Die Messkapelle untersteht der Stadtpfarrkirche Hartberg und gehört damit zum Dekanat Hartberg. Sie steht unter Denkmalschutz.